# ایوان لبانوف
ایوان لبانوف (بلغاری: Иван Лебанов؛ زادهٔ ۱۰ december ۱۹۵۷ (۶۷ سال)) ورزشکار اسکی صحرانوردی اهل بلغارستان است.
وی در مسابقات کشوری و بین‌المللی در مجموع برندهٔ ۱ مدال برنز شده‌است.